# Acompha punctifrons
Acompha punctifrons är en tvåvingeart som beskrevs av Friedrich Georg Hendel 1911. Acompha punctifrons ingår i släktet Acompha och familjen Richardiidae.
Artens utbredningsområde är Bolivia. Inga underarter finns listade i Catalogue of Life.